# شون بيكر
شون بيكر (بالإنجليزية: Sean Baker)‏ محارب قديم في القوات الجوية الأمريكية وعضو سابق في الحرس الوطني لكنتاكي الذي خدم خلال حرب الخليج الثانية وعضو في الشرطة العسكرية 438 في خليج غوانتانامو.
في يناير 2003 أمر ضابط في غوانتانامو بيكر بتأدية دور سجين في تمرين تدريبي. طبقا للتعليمات ارتدى بيكر بذلة وسروال برتقالي فوق زيه وزحف تحت سرير بطابقين في زنزانة من أجل أن تمارس قوة رد فعل داخلية التي تتألف من أربعة جنود (ربما خمسة) استخلاص سجين غير متعاون من زنزانته. كان الجنود في قوة الرد يعملون تحت انطباع بأنه محتجز حقيقي اعتدى على رقيب.
أثناء مقابلة مع ولكس وهي محطة تلفزيون في كنتاكي فقد ذكر بيكر أنه تعرض للضرب الشديد وأن جنديا ضغط على رأسه على أرضية صلبة في المنشأة إلى درجة أصبح فيه غير قادر على التنفس. على الرغم من أن بيكر صرخ بكلمة الأمان («الأحمر») لوقف التمرين إلا أنه ذكر أنه جندي أمريكي واصل ضرب رأس بيكر على الأرض وخنقه. فقط بعد أن تمزقت بذلة السجن في الصراع وكشف عن أنه كان يرتدي زي لباس المعركة وأحذية حكومية عندها توقف الضرب.
نقل بيكر إلى مستشفى عسكري لتلقي العلاج من إصابات في الرأس ثم نقل إلى مستشفى لبحرية الولايات المتحدة في بورتسموث بولاية فرجينيا حيث عولج لمدة ستة أيام وأعطى إجازة لمدة أسبوعين. خلال هذه الإجازة بدأ بيكر يعاني من المضبوطات الرئيسية التي تدل على إصابة دماغية رضية وأرسل إلى مركز والتر ريد الطبي للجيش حيث بقي لمدة ثمانية وأربعين يوما. بعد ذلك نقل إلى وظيفة بواجبات خفيفة في فورت ديكس بنيو جيرسي وتلقى إعفاء طبي من العمل في أبريل 2004.
بعد أن كشف بيكر قصته لمراسل كنتاكي تحدثت متحدثة باسم القيادة الجنوبية للولايات المتحدة عن صحة إصابات بيكر ونفت أن إعفائه الطبي كان مرتبطا بالتمرين التدريبي. غير أن مجلس التقييم الفيزيائي ذكر في وثيقة في 29 سبتمبر 2003 أنه «كان بسبب قيام الجندي بدور المحتجز غير المتعاون وأنه يجري استخراجه من زنزانة الاحتجاز في خليج غوانتانامو بكوبا خلال عملية تدريب».
منذ ذلك الحين جدد الجيش رفضه للعلاقة بين إصابة بيكر والتدريبات على الرغم من أن المتحدثة مازالت تدعي أن الإصابة لم تنجم إلا عن الحادث. خلص تحقيق عسكري إلى أنه لم يكن هناك سوء سلوك أدى إلى إصابة بيكر. لم يتم بعد العثور على شريط فيديو كان من المفترض تسجيله لأغراض التدريب.